# Во
Во (фр. Vaud), рідше Ваадт (з нім. Waadt) — франкомовний кантон на заході Швейцарії. Адміністративний центр — місто Лозанна.